# Volnei Feltes
Volnei Feltes (Bom Princípio, 15 aprile 2000) è un calciatore brasiliano, difensore del Panserraïkos.

## Carriera
Cresciuto in Brasile nelle giovanili di Juventude e Internacional, nel luglio del 2020 ha firmato il suo primo contratto da professionista con i portoghesi dell'Estoril Praia. Inizialmente non impiegato, fa il suo esordio con il club portoghese il 21 novembre 2021 nell'incontro di Taça de Portugal vinto per 0-5 contro il Serpa. Il 31 gennaio 2022 esordisce anche in Primeira Liga nell'incontro pareggiato per 0-0 contro il Paços Ferreira.
Nel gennaio del 2025 si trasferisce al Panserraïkos, club della prima divisione greca.

## Statistiche

### Presenze e reti nei club
Statistiche aggiornate al 17 maggio 2022.
| Stagione             | Squadra              | Campionato           | Campionato | Campionato | Coppe nazionali | Coppe nazionali | Coppe nazionali | Coppe continentali | Coppe continentali | Coppe continentali | Altre coppe | Altre coppe | Altre coppe | Totale | Totale |
| Stagione             | Squadra              | Comp                 | Pres       | Reti       | Comp            | Pres            | Reti            | Comp               | Pres               | Reti               | Comp        | Pres        | Reti        | Pres   | Reti   |
| -------------------- | -------------------- | -------------------- | ---------- | ---------- | --------------- | --------------- | --------------- | ------------------ | ------------------ | ------------------ | ----------- | ----------- | ----------- | ------ | ------ |
| 2020-2021            | Estoril Praia        | LdH                  | 0          | 0          | CP+CdL          | 0               | 0               |                    | -                  | -                  |             | -           | -           | 0      | 0      |
| 2021-2022            | Estoril Praia        | PL                   | 4          | 0          | CP+CdL          | 1+0             | 0               |                    | -                  | -                  |             | -           | -           | 5      | 0      |
| ago. 2022            | Estoril Praia        | PL                   | 1          | 0          | CP+CdL          | 0               | 0               |                    | -                  | -                  |             | -           | -           | 1      | 0      |
| 2022-2023            | Oliveirense          | SL                   | 28         | 2          | CP+CdL          | 2+4             | 0               |                    | -                  | -                  |             | -           | -           | 34     | 2      |
| 2023-2024            | Estoril Praia        | PL                   | 21         | 0          | CP+CdL          | 2+6             | 0+1             |                    | -                  | -                  |             | -           | -           | 29     | 1      |
| Totale Estoril Praia | Totale Estoril Praia | Totale Estoril Praia | 26         | 0          |                 | 9               | 1               |                    | -                  | -                  |             | -           | -           | 35     | 1      |
| Totale carriera      | Totale carriera      | Totale carriera      | 54         | 2          |                 | 15              | 1               |                    | -                  | -                  |             | -           | -           | 69     | 3      |

## Palmarès

### Club

#### Competizioni nazionali
- Segunda Liga: 1

Estoril Praia: 2020-2021